# Кључар
Кључар је насељено место на Кордуну, у саставу општине Војнић, Карловачка жупанија, Република Хрватска.

## Географија
Налази се око 9 км источно од Војнића.

## Историја
Кључар се од распада Југославије до августа 1995. године налазио у Републици Српској Крајини.

## Становништво
Кључар је према попису из 2011. године имао 86 становника.

### Број становника по пописима
| Националност   | 2001. | 1991. | 1981. | 1971. | 1961. | 1953. | 1948. | 1931. | 1921. | 1910. | 1900. | 1890. | 1880. | 1869. | 1857. |
| бр. становника | 101   | 120   | 140   | 155   | 160   | 158   | 131   | 216   | 179   | 155   | 158   | 172   | 143   | 150   | 134   |

### Национални састав
| Националност       | 2001.       | 1991.        | 1981.        | 1971.        | 1961.      |
| Срби               | 88 (87,12%) | 117 (97,50%) | 139 (99,28%) | 149 (96,12%) | 160 (100%) |
| Хрвати             | 10 (9,90%)  | 1 (0,83%)    | 0            | 0            | 0          |
| Југословени        | 0           | 2 (1,66%)    | 0            | 4 (2,58%)    | 0          |
| остали и непознато | 3 (2,97%)   | 0            | 1 (0,71%)    | 2 (1,29%)    | 0          |
| Укупно             | 101         | 120          | 140          | 155          | 160        |